# Samuel Usandivaras
Samuel Usandivaras fue un político peruano. Fue tío de la novelista cusqueña Clorinda Matto de Turner.
Fue elegido senador por el departamento del Cusco entre 1870 y 1871 durante el gobierno de José Balta. En 1891, volvió a ser electo por el departamento del Cusco pero esta vez como senador suplente hasta 1893 durante los gobiernos de Andrés Cáceres y Remigio Morales Bermúdez.